# Morawa Shire
Koordinaten: 29° 12′ S, 116° 0′ O

Das Shire of Morawa ist ein lokales Verwaltungsgebiet (LGA) im australischen Bundesstaat Western Australia. Das Gebiet ist 3.516 km² groß und hat etwa 750 Einwohner (2016).
Morawa liegt im Westen des Staats etwa 300 Kilometer nördlich der Hauptstadt Perth. Der Sitz des Shire Councils befindet sich in der Ortschaft Morawa, wo etwa 500 Einwohner leben (2016).

## Verwaltung
Der Morawa Council besteht aus sieben Mitgliedern. Sie werden von allen Bewohnern der LGA gewählt. Morawa ist nicht in Bezirke unterteilt. Aus dem Kreis der Councillor rekrutiert sich auch der Ratsvorsitzende und Shire President.

## Ortschaften
- Morawa
- Canna
- Gutha
- Koolanooka
- Merkanooka
- Pintharuka